# Hollandsche Loop
Hollandsche Loop är ett vattendrag i Belgien, på gränsen till Nederländerna. Det ligger i den norra delen av landet, 70 km nordost om huvudstaden Bryssel.
Omgivningarna runt Hollandsche Loop är en mosaik av jordbruksmark och naturlig växtlighet. Runt Hollandsche Loop är det ganska tätbefolkat, med 230 invånare per kvadratkilometer.